# Stanisław Staśko
Stanisław Staśko (ur. 24 lipca 1954 w Biskupicach, zm. 13 maja 2025) – polski geolog, profesor nauk o Ziemi, profesor zwyczajny Uniwersytetu Wrocławskiego, dziekan Wydziału Nauk o Ziemi i Kształtowania Środowiska tej uczelni (2006–2012).

## Życiorys
W 1978 ukończył studia na Uniwersytecie Wrocławskim. Doktoryzował się w 1986 r. na tejże uczelni na podstawie rozprawy pt. „Warunki hydrogeologiczne węglanowych utworów triasu opolskiego”; jego promotorem był prof. Andrzej Różkowski. Stopień doktora habilitowanego uzyskał w 1997 na Wydziale Nauk Przyrodniczych UWr w oparciu o pracę pt. „Wody podziemne w skałach krystalicznych na podstawie badań wybranych obszarów Sudetów polskich”. Na stanowisko profesora nadzwyczajnego UWr został mianowany w r. 1999. Tytuł profesora nauk o Ziemi otrzymał 14 czerwca 2005.
Zawodowo związany z Uniwersytetem Wrocławskim, na którym stworzył i kierował przez ponad dwie dekady Zakładem Hydrogeologii Podstawowej i doszedł do stanowiska profesora zwyczajnego. W latach 2001–2006 był dyrektorem Instytutu Nauk Geologicznych, zaś w latach 2006–2012 pełnił funkcję dziekana Wydziału Nauk o Ziemi i Kształtowania Środowiska UWr.
Specjalizował się w hydrogeologii. Autor książek i badań m.in. na temat wód podziemnych w skałach krystalicznych i węglanowych, zastosowania metod numerycznych do modelowania zjawisk filtracji i migracji substancji w ośrodku skalnym oraz ochrony systemu wodnego (np. dorzecza Odry). Autor opracowań z zakresu kartografii hydrogeologicznej: Redaktor Regionalny 14 arkuszy Mapy Hydrogeologicznej Polski w skali 1: 50 000 (we współpracy z Państwowym Instytutem Geologicznym) i współredaktor Mapy wrażliwości wód podziemnych Polski na zanieczyszczenie 1: 500 000. Opublikował ponad 160 artykułów naukowych. Wypromował 13 doktorów i 86 dyplomantów. Prowadził wykłady i staże naukowe m.in. na Stanowym Uniwersytecie Stony Brook w stanie Nowy Jork w USA (1987/1988 i 1992-1993) oraz odbył kursy modelowania numerycznego w Cambridge i Ottawie (1996-2003). Został członkiem American Geophysical Union i Polskiego Towarzystwa Geologicznego oraz prezesem Polskiego Komitetu Narodowego International Association of Hydrogeologists. Był także wiceprzewodniczącym Komisji Nauk o Ziemi i Środowisku PAN, członkiem Komitetu Nauk Geologicznych PAN i Komitetu Planeta Ziemia PAN, Rady Gospodarki Wodnej Regionu Wodnego Środkowej Odry i ekspertem Unii Europejskiej w VI PR.
Prowadził projekty badawcze m.in. Komitetu Badań Naukowych, NCBiR KGHM, MNiSW, recenzował 22 projekty Unii Europejskiej (Specific Target Research or Innovation Project i Marie Curie Action). Brał udział w wyprawach naukowych m.in. w Himalajach, na Spitsbergen (2004, 2007).
Odznaczony Srebrnym Krzyżem Zasługi, Medalem KEN, Srebrnym Medalem Uniwersytetu Wrocławskiego i medalem Wietnamskiej Akademii Nauk.

## Książki
- Wody podziemne w węglanowych utworach triasu opolskiego (1992)
- Wody podziemne w skałach krystalicznych na podstawie badań wybranych obszarów Sudetów polskich (1996)[6]
- System wodny Odry i instytucje jej dorzecza (1999)[7]
- Hydrogeology: the Second Workshop on Hardrock Hydrogeology of the Bohemian Massif, ( wraz z Tatianą Bocheńską, 1997)[8]
- Zasilanie i drenaż wód podziemnych w obszarach górskich na podstawie badań w Masywie Śnieżnika (wraz z Robertem Tarką, 2002)[9]

## Redaktor i współredaktor książek i map
- Modelowanie przepływu wód podziemnych (wraz z Jackiem Gurwinem, 2004)[10].
- Problemy ochrony zasobów wodnych w dorzeczu Odry (członek rady naukowej, 2004)
- Współczesne problemy hydrogeologii. 10 t. 1 i t. 2 (wraz z Tatianą Bocheńską, 2001)
- Mapa Hydrogeologiczna Polski w skali 1: 50 000 (Redaktor Regionalny we współpracy z Państwowym Instytutem Geologicznym)[4]
- Mapa wrażliwości wód podziemnych Polski na zanieczyszczenie 1: 500 000 (współredaktor, 2011)

## Wybrane projekty
- Innowacyjne technologie ograniczenia migracji zasolonych wód podziemnych do wód powierzchniowych w rejonie OUOW Żelazny Most (2019-2024)
- Zintegrowane modelowanie numeryczne w gospodarce zlewniowej na przykładzie rzeki Widawy (2008-2010)
- Model numeryczny szczelinowego systemu hydrogeologicznego zlewni eksperymentalnej w oparciu o badania na obszarze Sudetów (2006-2008)
- Baza danych i mapa źródeł Ziemi Kłodzkiej (2005-2008)
- Zależność wahań zwierciadła wód gruntowych od wybranych czynników naturalnych i antropogenicznych w obszarach zurbanizowanych (2004-2006)
- Zmiany chemizmu wód podziemnych i powierzchniowych w rejonie Nowej Rudy w wyniku długoletniej działalności górniczej kopalń węgla kamiennego (2003-2005)
- Warunki hydrogeologiczne osadowych formacji trzeciorzędu bloku przedsudeckiego (2003-2005)
- Eksperymentalne badania drenażu wód podziemnych na stacji badawczej w Sudetach (1999-2002)[11]